# ユリア・ソーンツェワ
ユリア・イッポリトヴナ・ソーンツェワ（ユーリア-、露: Ю́лия Ипполи́товна Со́лнцева、英語ラテン翻字: Yuliya Ippolitovna Solntseva, 1901年8月7日 - 1989年10月28日）は、ソビエト連邦（現ロシア）の映画監督、脚本家、映画プロデューサー、女優である。

## 人物・来歴
1901年8月7日、革命前のロシア帝国のモスクワに生まれる。
1924年、ヤーコフ・プロタザーノフ監督のSF映画『アエリータ』に、火星の女王アエリータ役で主演して、女優としてデビューした。
ウクライナ出身の映画監督アレクサンドル・ドヴジェンコと結婚し、ドヴジェンコの監督作に出演する。1939年からはドヴジェンコと共同監督を始める。
1949年、ドヴジェンコ監督の『ミチューリン』でスターリン国家賞を受賞する。1956年、ドヴジェンコと死別する。1961年、ソーンツェワの監督作『戦場』が、第14回カンヌ国際映画祭のコンペティションに出品され、監督賞と技術大賞特別賞受賞を受賞した。1964年の監督作『魅せられたデスナ河』はフランスでも公開され、フランスの映画批評誌『カイエ・デュ・シネマ』誌上で、ジャン＝リュック・ゴダールが1965年のベストワンに推した。1975年には、第28回カンヌ国際映画祭のコンペティションで審査員に就任した。
1979年、78歳のころ、監督作『三次元における世界』を発表、同作を最後に引退した。80歳を迎えるころ、ソ連人民芸術家の称号を受けた。
1989年10月28日、死去した。満88歳没。

## おもなフィルモグラフィ
- 『アエリータ』 Аэлита : 監督ヤーコフ・プロタザーノフ、1924年 - 出演
- 『大地』 Земля : 監督アレクサンドル・ドヴジェンコ、1930年 - 出演

- 『イワン』 Iвaн : 監督アレクサンドル・ドヴジェンコ、1932年 - 出演
- 『シチョールス』 Щopc : 共同監督アレクサンドル・ドヴジェンコ、1939年 - 監督
- 『フレームの中のウクライナ』 Битва за нашу Советскую Украину : 共同監督アレクサンドル・ドヴジェンコ、1943年 - 監督
- 『ミチューリン』 Мичурин: 監督アレクサンドル・ドヴジェンコ、1948年
- 『戦場』 Повесть пламенных лет : 1961年 - 監督
- 『魅せられたデスナ河』 Зачарованная Десна : 1964年 - 監督
- 『三次元における世界』 Мир в трех измерениях : 1979年 - 監督